# Eothenomys cachinus
Eothenomys cachinus е вид бозайник от семейство Хомякови (Cricetidae).

## Разпространение
Видът е разпространен в Китай (Юннан) и Мианмар.